# Ґромоти
Ґромоти (пол. Gromoty, нім. Gramten) — село в Польщі, у гміні Ілава Ілавського повіту Вармінсько-Мазурського воєводства.
Населення — 442 особи (2011).
У 1975-1998 роках село належало до Ольштинського воєводства.

## Демографія
Демографічна структура станом на 31 березня 2011 року:
|          | Загалом | Допрацездатний вік | Працездатний вік | Постпрацездатний вік |
| -------- | ------- | ------------------ | ---------------- | -------------------- |
| Чоловіки | 226     | 66                 | 146              | 14                   |
| Жінки    | 216     | 60                 | 125              | 31                   |
| Разом    | 442     | 126                | 271              | 45                   |